# جون بیر
جون بیر (انگلیسی: Jon Beare؛ زادهٔ ۱۰ مهٔ ۱۹۷۴) ورزشکار روئینگ اهل کانادا است.
وی در مسابقات کشوری و بین‌المللی در مجموع برندهٔ ۳ مدال برنز شده‌است.